# Bole
Bole é uma cidade e também um distrito da região Northen de Gana.